# Isri
Isri é uma vila no distrito de Giridih, no estado indiano de Jharkhand.

## Demografia
Segundo o censo de 2001, Isri tinha uma população de 8796 habitantes. Os indivíduos do sexo masculino constituem 53% da população e os do sexo feminino 47%. Isri tem uma taxa de literacia de 66%, superior à média nacional de 59,5%: a literacia no sexo masculino é de 74% e no sexo feminino é de 57%. Em Isri, 15% da população está abaixo dos 6 anos de idade.